# Nana Muschuri
Joana "Nana" Muschuri (gr. Ιωάννα (Νάνα) Μούσχουρη, również Ioana Mouskouri, ur. 13 października 1934 w Chanii) – grecka piosenkarka, deputowana do Parlamentu Europejskiego (1994–1999), ambasador dobrej woli UNICEF.

## Życiorys

### Dzieciństwo i młodość

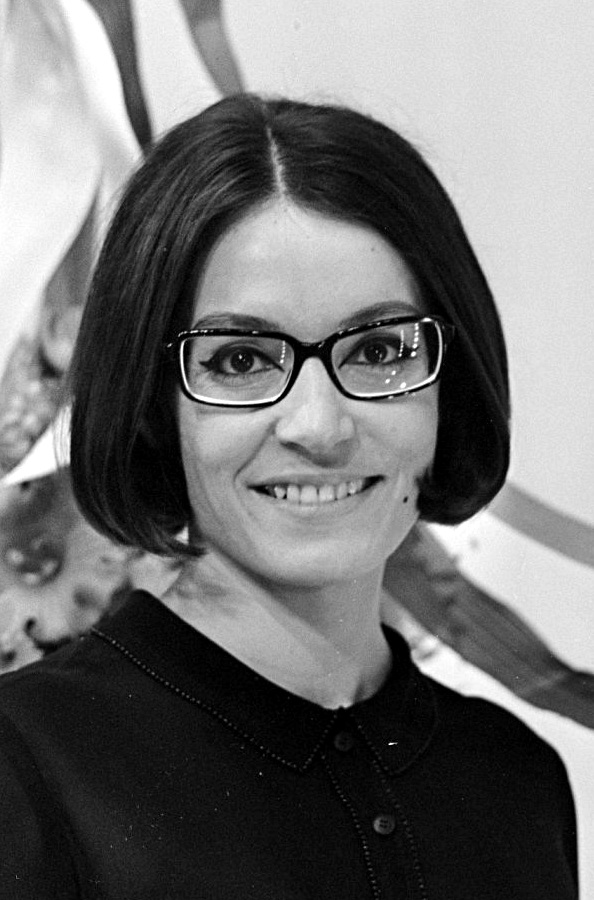
Nana Muschuri, 1966

Rodzina Muschuri żyła na Krecie, gdzie jej ojciec Konstandinos pracował jako operator projektora filmowego w lokalnym kinie. Jej matka Aliki także pracowała jako woźna w tym samym kinie. Kiedy Nana Muschuri miała 3 lata, rodzina przeprowadziła się do Aten, gdzie uczęszczała razem z siostrą Jenny do prestiżowego konserwatorium muzycznego. Muschuri ma niespotykaną u śpiewaków przypadłość związaną z jej głosem – dwie struny głosowe o różnych grubościach. Czyni to jej głos mówiony ochrypłym, a śpiewany dźwięcznym o niespotykanej barwie. W trakcie II wojny światowej jej ojciec był członkiem greckiego ruchu oporu. Podczas okupacji rodzina nie miała środków na opłacanie lekcji śpiewu, ale jej nauczyciel, widząc talent dziewczyny, udzielał jej lekcji bezpłatnie. Duży wpływ na młodą Nanę Muschuri miały transmisje radiowe jazzowych gwiazd takich jak Frank Sinatra, Ella Fitzgerald, Billie Holiday, a także francuskiej piosenkarki Édith Piaf. W 1950 została przyjęta do konserwatorium. Studiowała kierunki klasyczne, a w szczególności śpiew operowy. Po ośmiu latach spędzonych w konserwatorium została namówiona przez przyjaciół do eksperymentów z jazzem.

### Początki kariery
W 1958 spotkała greckiego kompozytora i producenta Manosa Hadjidakisa, który oczarowany jej głosem, został jej mentorem i kompozytorem. W 1959 wzięła udział w Festiwalu Piosenki Greckiej, gdzie jej piosenka "Kapou Iparchi Agapi Mou" zdobyła pierwsze miejsce. W kolejnych latach jej piosenki także zdobywały wysokie pozycje w tym festiwalu. W 1961 wykonała ścieżkę dźwiękową do niemieckiego filmu dokumentalnego o Grecji. Pochodzi z niego niemieckojęzyczny utwór "Weisse Rosen aus Athen", który stał się hitem na niemieckim rynku muzycznym, osiągając nakład miliona sprzedanych singli.
W 1962 spotkała amerykańskiego producenta Quincy'ego Jonesa, z którym nagrała album The Girl from Greece Sings podczas sesji w Nowym Jorku. W 1963 opuściła Grecję, by zamieszkać na stałe w Paryżu. W tymże roku wystąpiła na konkursie Eurowizji w Luksemburgu wykonując piosenkę "À Force de Prier". Utwór ten stał się międzynarodowym przebojem, dzięki któremu zdobyła nagrodę Grand Prix du Disque we Francji. W 1965 nagrała angielskojęzyczną płytę Nana Sings, która przykuła uwagę producenta Harry'ego Belafonte, z którym odbyła tournée w 1966. Jej kolejny francuskojęzyczny album Le Jour Oú la Colombe z 1967 przyniósł jej status supergwiazdy we Francji. Album zawiera najsłynniejsze wykonanie piosenki "Guantanamera". W 1968 prowadziła program rozrywkowy Nana and Guests w brytyjskiej telewizji. W 1969 ukazał się brytyjski longplay artystki Over and Over.

### Późniejsze lata

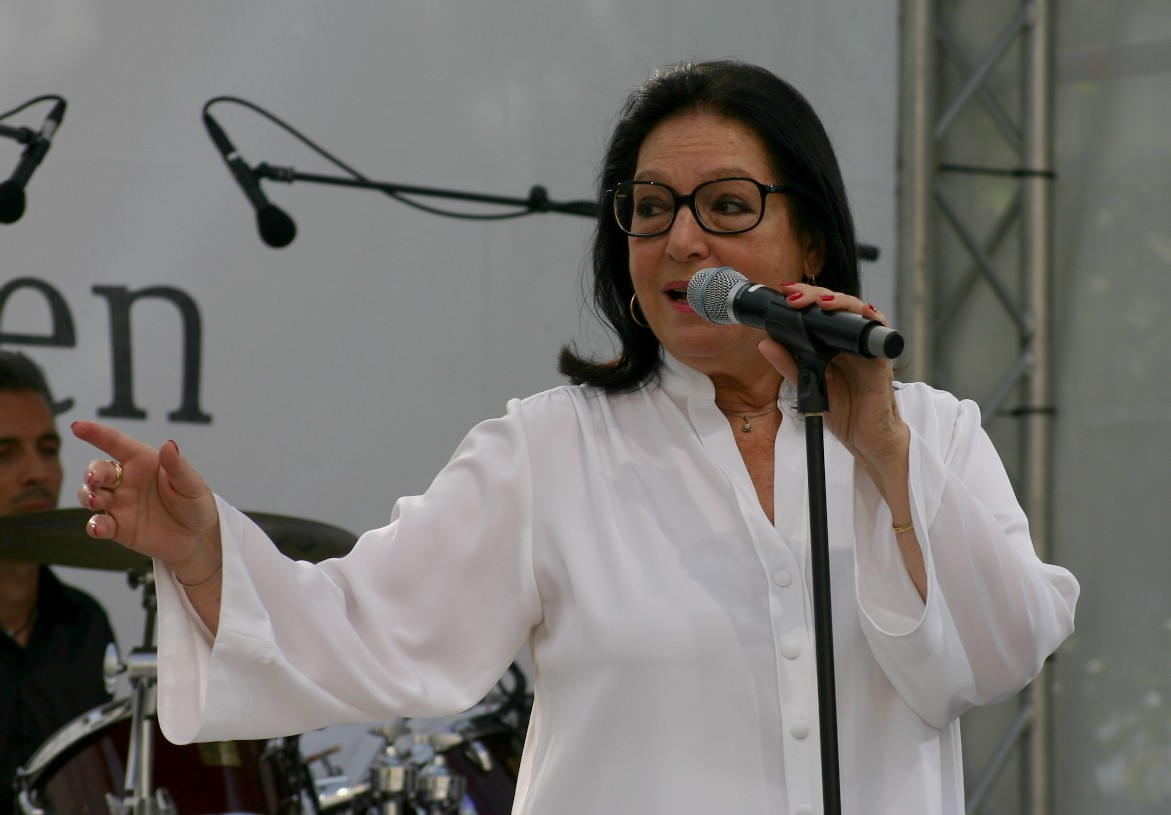
Nana Muschuri podczas koncertu, 2012

W latach 70. i 80. Nana Muschuri wydała wiele albumów płytowych a także odbyła liczne trasy koncertowe w Europie, Azji, USA i Kanadzie. Wiele z jej utworów zajmowało wysokie pozycje w rankingach. W latach 90. poświęciła się działalności politycznej i charytatywnej.
W 1993 została mianowana ambasadorem dobrej woli przy ONZ po zmarłej aktorce Audrey Hepburn. Jej pierwszą misją było zbadanie losów dzieci podczas wojny domowej w Jugosławii. Zorganizowała wiele koncertów charytatywnych w Szwecji i Belgii. W 1994 została wybrana na deputowaną do Parlamentu Europejskiego IV kadencji z listy centroprawicowej partii Nowa Demokracja.
W 2004 zapowiedziała zakończenie kariery w ciągu kolejnych dwóch lat. Jako powód odejścia ze sceny podaje chęć zakończenia kariery w dobrej formie wokalnej. W latach 2005–2008 zagrała pożegnalną trasę koncertową obejmującą występu w wielu krajach, w tym m.in. finałowe koncerty zorganizowane 23 i 24 lipca 2008 roku w Atenach. Według danych wytwórni muzycznych sprzedała ponad 300 milionów płyt. Ma na koncie nagranych ponad 1500 piosenek w 15 językach oraz 450 albumów (w tym 300 uzyskało status złotej, platynowej lub diamentowej płyty).
W 2011 roku zdecydowała się na powrót na scenę muzyczną i wydała płytę zatytułowaną Tragudia apo ta elinika nisia. W 2012 roku wyruszyła w trasę koncertową po Niemczech (wystąpiła min. w Berlinie). 30 maja 2013 Nana Muschuri otrzymała tytuł doktora honoris causa  Uniwersytetu McGill w Montrealu.
W 2014 na 80. urodziny artystki pojawiła się płyta zatytułowana Happy Birthday Tour. W 2018 roku odbyła trasę koncertową po USA, Kanadzie i krajach Europy Zachodniej w ramach promocji kolejnej płyty Forever Young. W 2019 roku wydała dwie płyty Chants sacrés oraz Quand on s'aime - Tribute to Michel Legrand.
10 lipca 2019 roku została odznaczona francuską Legią Honorową. W kwietniu 2024 wystąpiła na ceremonii przekazania płomienia olimpijskiego na Stadionie Panathenaicos w Atenach, wykonując hymny grecki i francuski.

## Życie prywatne
W 1960 roku wyszła za mąż za Georgiosa Petsilasa, greckiego dyrygenta, kompozytora i gitarzystę. Para miała dwoje dzieci: Nicolasa (ur. 1968) i Hélène (ur. 1970). Małżeństwo rozwiodło się w 1976 roku. Nana Muschuri mieszka w Szwajcarii z drugim mężem André Chapelle, którego poślubiła w 2003.

## Dyskografia (wybór)
- Nana Mouskouri Canta canciones populares griegas (1960)
- I megales epitichies tis Nana Mouskouri (1961)
- Ta prota mas tragoudia (1961)
- The White Rose of Athens (1961)
- The Girl From Greece Sings (1962)
- Roses Blanches de Corfu (1962)
- Ce Soir A Luna Park (1962)
- Crois-Moi ça durera (1962)
- Un homme est venu (1963)
- Sings Greek Songs-Never On Sunday (1963)
- Celui Que j'aime (1964)
- The Voice of Greece (1964)
- Chante en Grec (1965)
- Nana Mouskouri et Michael Legrand (1965)
- Griechische Gitarren mit Nana Mouskouri (1965)
- Nana Mouskouri in Italia (1965)
- Nana's Choice (1965)
- Nana Sings (1965)
- An Evening with Belafonte/Mouskouri (1966)
- Le Coeur trop tendre (1966)
- Strasse der hunderttausend Lichter (1966)
- Nana Mouskouri in Paris (1966)
- Moje Najlepse grcke pesme -Yugoslavia- (1966)
- Pesme Moje zemlje -Yugoslavia- (1966)
- Nana Mouskouri Un canadien errant (1966)
- Un souvenir du congres (1967)
- Nana Mouskouri a`'lOlympia (1967)
- Showboat (1967)
- Chants de mon pays (1967)
- Singt Ihre Grossen Erfolge (1967)
- Le Jour oú la Colombe (1967)
- Nana (1968)
- What now my love (1968)
- Une soirée avec Nana Mouskouri (1969)
- Dans le soleil et dans le vent (1969)
- Over and Over (1969)
- The exquisite Nana Mouskouri (1969)
- Mouskouri International (1969)
- Grand Gala (1969)
- Verzoekprogramma (1969)
- Le Tournesol (1970)
- Nana Recital 70 (1970)
- Sings Hadjidakis (1970)
- Turn On the sun (1970)
- Bridge Over troubled water (1970)
- My favorite Greek songs(1970)
- After Midnight (1971)
- A Touch of French (1971)
- Love story (1971)
- Pour les enfants (1971)
- Comme un soleil (1971)
- A place in my heart (1971)
- Chante la Grèce (1972)
- Lieder meiner Heimat (1972)
- Xypna Agapi mou (1972)
- Christmas with Nana Mouskouri (1972)
- British concert (1972)
- Une voix... qui vivent du coeur (1972)
- Presenting...Songs from her TV series (1973)
- Vieilles Chansons de France (1973)
- Chante Noël (1973)
- Day is Done (1973)
- An American album (1973)
- Nana Mouskouri au théatre des champs-Elysées (1974)
- Que je sois un ange... (1974)
- Nana's Book of Songs (1974)
- The most beautiful songs (1974)
- Adieu mes amis (1974)
- Encore! (1974)
- Le temps des cerises (1974)
- If You Love me (1974)
- The magic of Nana Mouskouri (1974)
- Sieben Schwarze Rosen (1975)
- Toi qui t'en vas (1975)
- Träume sind Sterne (1975)
- At The Albert Hall (1975)
- Welterfolge (1975)
- Een stem wit het hart (1975)
- Quand tu chantes (1976)
- Die Welt ist voll Licht (1976)
- Lieder die mann nie vergisst (1976)
- Nana in Holland (1976)
- Songs of the British isles (1976)
- Love goes on (1976)
- Quand Tu Chantes(1976)
- An Evening with Nana Mouskouri (1976)
- Ein Portrait (1976)
- La récréation (1976)
- Passport (1976)
- Une voix (1976)
- Alleluia (1977)
- Glück ist wie ein Schmetterling (1977)
- Star für Millionen (1977)
- Geliebt und bewundert (1977)
- Lieder, die die Liebe schreibt (1978)*
- Nouvelles chansons de la Vieille France (1978)
- Les enfants du Pirée (1978)
- Impact (1978)
- Wereldsuccessen (1978)
- Roses and Sunshine (1979)
- Vivre au Soleil (1979)
- Sing dein Lied (1979)
- Kinderlieder (1979)
- Morning has broken (1979)
- Come with me (1980)
- Vivre avec toi (1980)
- Die stimme in concert (1980)
- Wenn ich träum (1980)
- Alles Liebe (1981)
- Je Chante Avec Toi, Liberté (1981)
- Ballades (1982)
- Song for liberty (1982)
- Farben (1983)
- Quend on revient (1983)
- La dame de coeur (1984)
- Athina (1984)
- I endekati entoli (1985)
- Ma vérité (1985)
- Alone (1985)
- Libertad (1986)
- Kleine Wahrheiten (1986)
- Tu m'oublies (1986)
- Why Worry? (1986)
- Only Love (1986)
- Love Me Tender (1987)
- Tierra Viva (1987)
- Du und Ich (1987)
- Par amour (1987)
- Con tutto il cuore (1987)
- The Classical Nana (1988)
- A voice from the heart (1988)
- Concierto en Aranjuez (1989)
- Tout Simplement 1&2 (1989)
- Weinachts Lieder (1989)
- Taxidotis (1990)
- Oh Happy day (1990)
- Gospel (1990)
- Only Love: The Best of Nana Mouskouri (1991)
- Nuestras canciones (1991)
- Am Ziel meiner Reise (1991)
- Côté Coeur (1992)
- Hollywood (1993)
- Falling in Love again (1993)
- Songs of my Land (1993)
- Dix mille ans encore (1994)
- Agapi in'i zoi (1994)
- Recuerdos1& 2 (1994)
- Nur ein Lied (1995)
- Nana Latina (1996)
- Hommages (1997)
- Return to Love (1997)
- The Romance of Nana Mouskouri (1997)
- Concert for peace (1998)
- Chanter la vie (1998)
- Sentimiento latino (1998)
- The Great Movie Themes (1999)
- As time goes by (1999)
- The Christmas Album (2000)
- Erinnerungen (2001)
- Songs the whole world loves (2001)
- Fille de soleil (2002)
- Un bolero Por Favor (2002)
- Ode to Joy (2002)
- Nana Swings (2003)
- Ich hab'geweint, ich hab'gelacht (2004)
- Integral/Collection-34 CD Box Set (2004)
- A Canadian Tribute (2004)
- I'll Remember You (2005)
- Complete English Works/Collection-17 CD Box Set (2005)
- Moni Perpato (2006)
- Le Ciel est Noir – Les 50 plus belles chansons (3 CD) (2007)
- The Ultimate Collection (2007)
- Les 100 plus belles chansons (2007)
- 50 Years of Songs (2007)
- Alma Latina Todas sus grabaciones en español (2008)
- The Best Of  (2008)
- The Very Best Of  (2008)
- The Greatest Hits: Korea Tour Edition (2008)
- The Singer (2008)
- Nana Mouskouri – Best Selection (2009)
- Nana Sings (2009)
- Nana Mouskouri: Les hits (2009)
- Meine Schönsten Welterfolge vol. 2 (2009)
- Les n°1 de Nana Mouskouri (2009)
- La más completa colección (2009)
- Nana Mouskouri: Highlights  (2010)
- As Time Goes By  (2010)
- The Danish Collection (2010)
- Nana Jazz (2010)
- My 60's Favourites (2010)
- Mes Chansons de France (2010)
- Nana Around the World (2010)
- Ballads and Love Songs (2011)
- Nana Country (2011)
- Nana Mouskouri: Songs from the Greek Islands (2011)
- Nana Mouskouri & Friends – Rendez-vous (French version) (2011)
- Nana Mouskouri & Friends – Rendez-vous (German version) (2012)
- Nana Mouskouri & Friends – Rendez-vous (English version) (2013)
- Happy Birthday Tour (2014)